# Хорватія на Чемпіонаті світу з легкої атлетики 2017
Хорватія на Чемпіонаті світу з легкої атлетики 2017, що проходив з 4 по 13 серпня 2017 року в Лондоні (Велика Британія) була представлена 9 спортсменами.

## Результати

### Чоловіки
Технічні дисципліни
| Спортсмен       | Дисципліна         | Кваліфікація | Кваліфікація | Фінал     | Фінал |
| Спортсмен       | Дисципліна         | Результат    | Місце        | Результат | Місце |
| --------------- | ------------------ | ------------ | ------------ | --------- | ----- |
| Іван Горват     | Стрибки з жердиною |              |              |           |       |
| Філіп Міхалевич | Штовхання ядра     |              |              |           |       |
| Стіпе Жуніч     | Штовхання ядра     |              |              |           |       |

### Жінки
Трекові і шосейні дисципліни
| Спортсмен       | Дисципліна | Забіги    | Забіги | Півфінал  | Півфінал | Фінал     | Фінал |
| Спортсмен       | Дисципліна | Результат | Місце  | Результат | Місце    | Результат | Місце |
| --------------- | ---------- | --------- | ------ | --------- | -------- | --------- | ----- |
| Бояна Б'єлач    | Марафон    | Н/Д       | Н/Д    | Н/Д       | Н/Д      |           |       |
| Матеа Матошевич | Марафон    | Н/Д       | Н/Д    | Н/Д       | Н/Д      |           |       |
| Ніколіна Степан | Марафон    | Н/Д       | Н/Д    | Н/Д       | Н/Д      |           |       |

Технічні дисципліни
| Спортсмен       | Дисципліна       | Кваліфікація | Кваліфікація | Фінал     | Фінал |
| Спортсмен       | Дисципліна       | Результат    | Місце        | Результат | Місце |
| --------------- | ---------------- | ------------ | ------------ | --------- | ----- |
| Ана Шиміч       | Стрибки у висоту |              |              |           |       |
| Сандра Перкович | Метання диска    |              |              |           |       |
| Сара Колак      | Метання списа    |              |              |           |       |